# Flers (Somme)
Flers és un municipi francès situat al departament del Somme i a la regió dels Alts de França. L'any 2007 tenia 159 habitants.

## Demografia

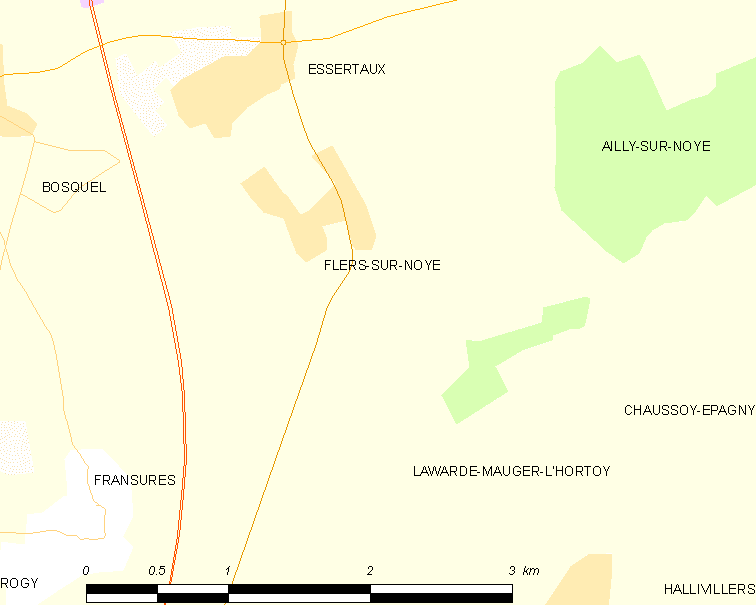
Mapa del municipi

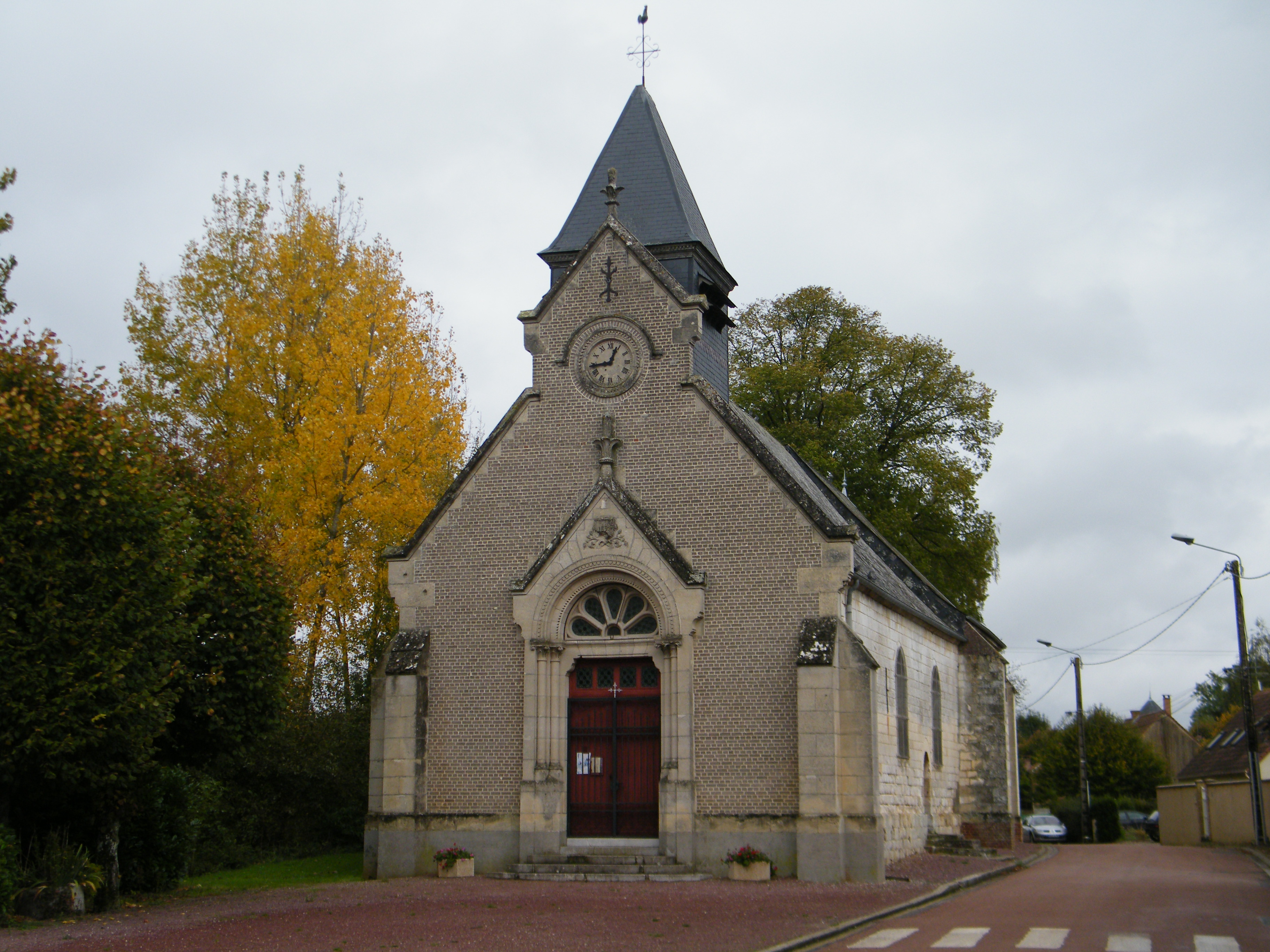
Església

### Població
El 2007 la població de fet de Flers era de 159 persones. Hi havia 68 famílies de les quals 20 eren unipersonals (8 homes vivint sols i 12 dones vivint soles), 20 parelles sense fills i 28 parelles amb fills.
La població ha evolucionat segons el següent gràfic:

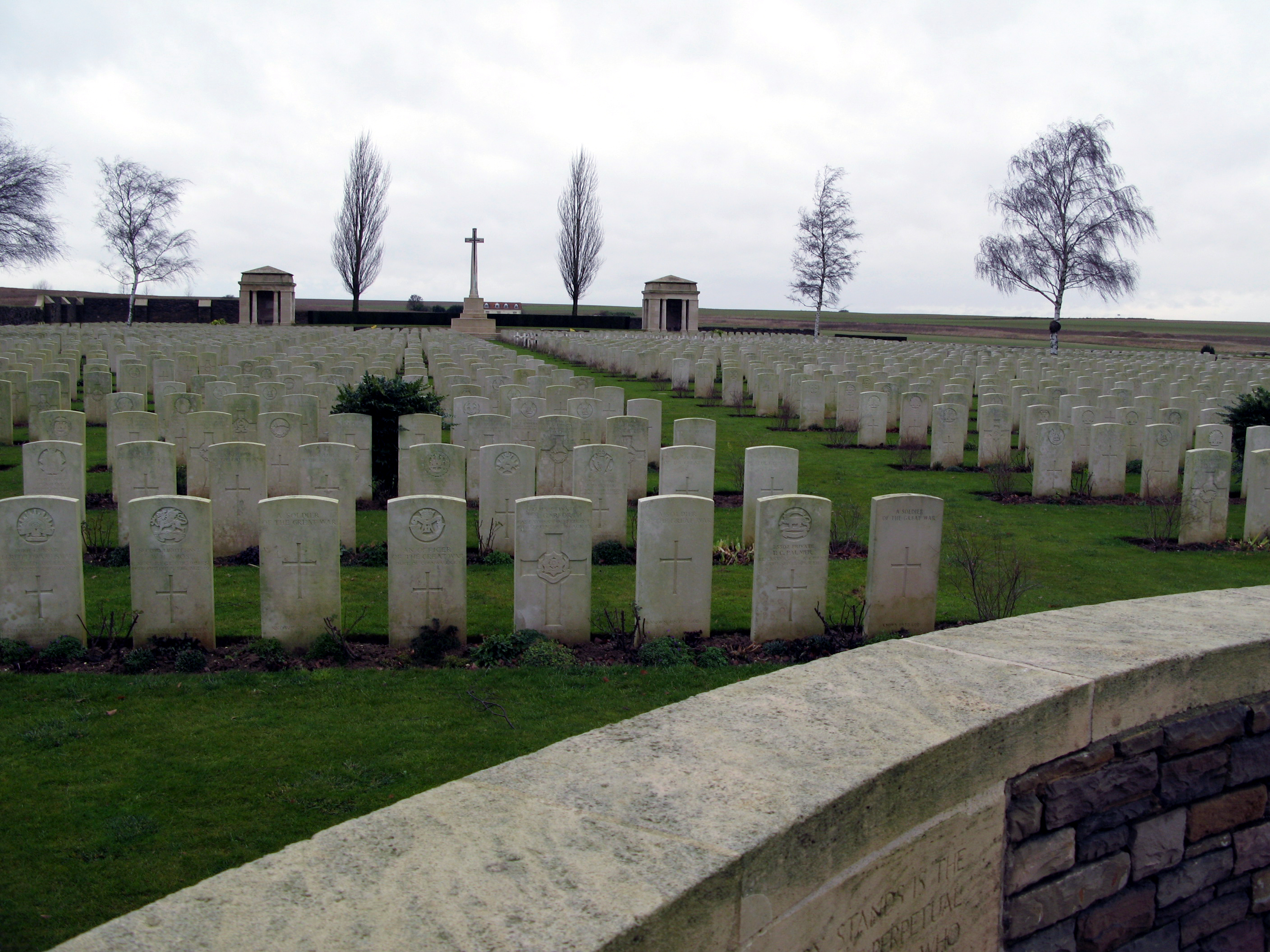
Cementiri militar

Habitants censats

### Habitatges
El 2007 hi havia 81 habitatges, 67 eren l'habitatge principal de la família, 5 eren segones residències i 9 estaven desocupats. 80 eren cases i 1 era un apartament. Dels 67 habitatges principals, 61 estaven ocupats pels seus propietaris i 6 estaven llogats i ocupats pels llogaters; 1 tenia una cambra, 1 en tenia dues, 14 en tenien tres, 12 en tenien quatre i 39 en tenien cinc o més. 59 habitatges disposaven pel capbaix d'una plaça de pàrquing. A 29 habitatges hi havia un automòbil i a 28 n'hi havia dos o més.

### Piràmide de població
La piràmide de població per edats i sexe el 2009 era:
| Homes | Edats   | Dones |
| ----- | ------- | ----- |
| 0     | 95 o +  | 0     |
| 0     | 90 a 94 | 0     |
| 0     | 85 a 89 | 0     |
| 0     | 80 a 84 | 0     |
| 8     | 75 a 79 | 4     |
| 8     | 70 a 74 | 4     |
| 0     | 65 a 69 | 12    |
| 0     | 60 a 64 | 4     |
| 8     | 55 a 59 | 8     |
| 0     | 50 a 54 | 4     |
| 4     | 45 a 49 | 4     |
| 4     | 40 a 44 | 4     |
| 4     | 35 a 39 | 4     |
| 8     | 30 a 34 | 8     |
| 4     | 25 a 29 | 0     |
| 4     | 20 a 24 | 4     |
| 8     | 15 a 19 | 0     |
| 0     | 10 a 14 | 8     |
| 0     | 5 a 9   | 4     |
| 4     | 0 a 4   | 0     |

## Economia

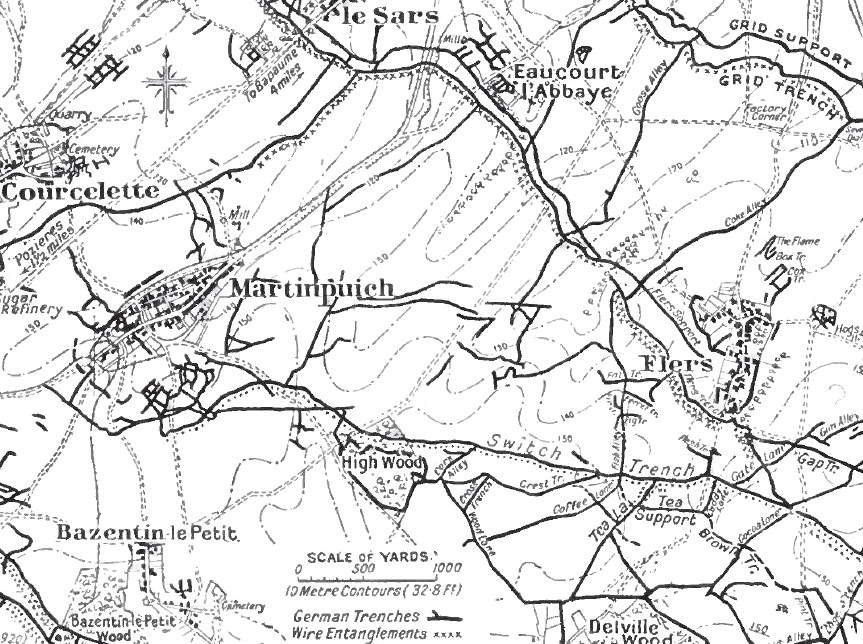
Línia defensiva alemanya a la Primera Guerra Mundial

El 2007 la població en edat de treballar era de 92 persones, 65 eren actives i 27 eren inactives. De les 65 persones actives 60 estaven ocupades (35 homes i 25 dones) i 5 estaven aturades (1 home i 4 dones). De les 27 persones inactives 10 estaven jubilades, 5 estaven estudiant i 12 estaven classificades com a «altres inactius».

### Ingressos
El 2009 a Flers hi havia 73 unitats fiscals que integraven 183 persones, la mediana anual d'ingressos fiscals per persona era de 16.125 €.

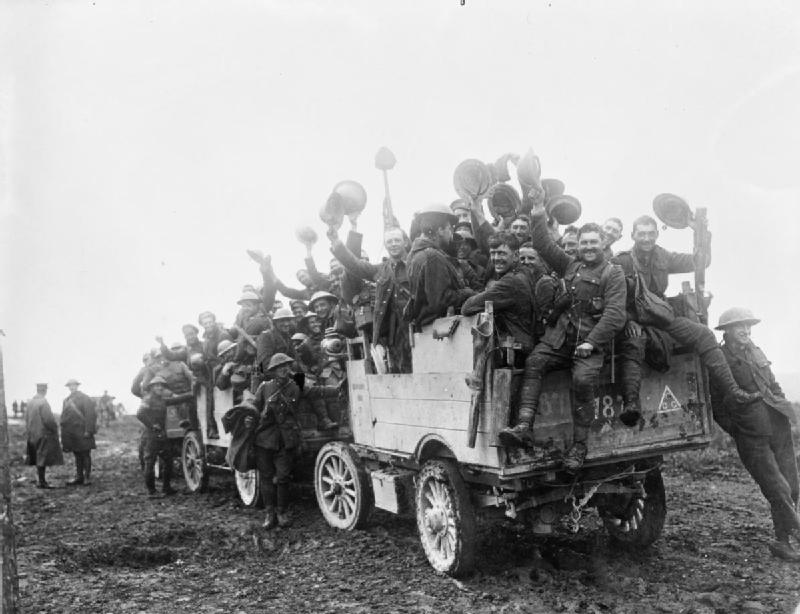

### Activitats econòmiques
Dels 2 establiments que hi havia el 2007, 1 era d'una empresa de comerç i reparació d'automòbils i 1 d'una empresa de transport.
L'any 2000 a Flers hi havia 6 explotacions agrícoles que ocupaven un total de 570 hectàrees.

## Poblacions més properes
El següent diagrama mostra les poblacions més properes.